# João Pacheco dos Santos Lima
João Pacheco dos Santos Lima (Lapa, 9 de abril de 1838 - Rio

Negro, 10 de julho de 1907), foi um político brasileiro.

## Biografia
Filho de Firmino José Pacheco dos Santos e d. Maria Joaquina Pacheco dos Santos Lima, João Pacheco nasceu na cidade da Lapa, estado do Paraná. Fez seus estudos primários nesta cidade e por ela se elegeu deputado para o Congresso Legislativo Estadual, pois possuía grande prestígio local, principalmente depois de se tornar coronel da Guarda Nacional, quando defendeu a cidade no famoso Cerco da Lapa, na Revolução Federalista.
O cel. João Pacheco do Santos Lima faleceu em 10 de julho de 1907 na localidade de Bugre, então município de Rio Negro.